# Carl Ferdinand Johannes Hahn
Pour les articles homonymes, voir Hahn.
Carl Ferdinand Johannes Hahn, né le 29 janvier 1801 à Braunsberg et mort le 23 janvier 1876 à Guttstadt, est un magistrat et homme politique prussien. Il est membre du Parlement de Francfort de 1848 à 1849 et de la Chambre des représentants de Prusse de 1850 à 1852. 

## Biographie
Hahn est né le 29 janvier 1801 à Braunsberg dans la province de Prusse-Orientale, d'un père assesseur judiciaire. Il étudie le droit à Königsberg à partir de 1819 puis, en 1832, se marie et devient juge régional et municipal (Land- und Stadtrichter) à Guttstadt dans l'arrondissement d'Heilsberg, ainsi que chef de justice (Justitiarius) à la cour prosynodale du diocèse d'Ermland à Frauenburg.
En 1848, Hahn est élu député au Parlement de Francfort dans la 12e circonscription de la province de Prusse, représentant l'arrondissement d'Allenstein, et prend ses fonctions le 31 mai. Bien qu'il vote avec le centre-droit, il ne rejoint aucun groupe parlementaire. En mars 1849, il vote pour l'élection du roi de Prusse Frédéric-Guillaume IV comme empereur des Allemands puis, le 10 mai, quitte le Parlement. 
En 1850, il est nommé conseiller au tribunal d'arrondissement (Kreisgerichtsrat) à Guttstadt et élu député à la Chambre des représentants de Prusse où il demeure jusqu'en 1852, siégeant à gauche. De 1865 à 1873, il est encore directeur du tribunal (Gerichtsdirektor) à Guttstadt, où il meurt le 23 janvier 1876, à 74 ans. 